# Die Unterdrückung der Frau ist vor allem an dem Verhalten der Frauen selber zu erkennen
Die Unterdrückung der Frau ist vor allem an dem Verhalten der Frauen selber zu erkennen ist ein deutscher Fernsehfilm des Regisseurs Hellmuth Costard aus dem Jahr 1969. Costard verfasste auch das Drehbuch und bediente die Kamera. Einziger Darsteller ist Christoph Hemmerling in der Rolle der Hausfrau. In der Bundesrepublik Deutschland hatte der Film seine Premiere am 26. Januar 1970 im ARD-Fernsehen.

## Handlung
Geschildert wird der Alltag einer Hausfrau – beginnend mit dem Frühstück und der Wegfahrt des Partners und endend mit den Vorbereitungen für das gemeinsame Abendessen. Dazwischen liegen alltägliche Verrichtungen wie Betten machen, Aufräumen, Abwasch und andere Hausarbeiten. Der Tagesablauf einer Frau in einem Haushalt ohne Kinder lässt ihr noch genügend Zeit für sich selbst, die sie weniger zielstrebig ausfüllt, indem sie etwas herumtrödelt, sich herrichtet, den Leerlauf genießt und unter anderem auch Selbstbefriedigung vor dem Spiegel betreibt.

## Kritik
„Experimentalfilm des Hamburger Avantgarde-Regisseurs Hellmuth Costard über die Monotonie des gewöhnlichen Lebens: Minutenlang beobachtet die Kamera die aussichtslosen Bemühungen einer (von einem Mann gespielten) Frau, Ordnung in ihren Haushalt zu bekommen. Weniger durch seine gesellschaftskritische These überzeugend, regt der Film durch ästhetische Provokation zur Bewußtmachung eingeschliffener Seh- und Handlungsgewohnheiten an.“

„Am Beispiel des Alltags einer Hausfrau, die von einem Mann dargestellt wird, soll die im Titel aufgestellte  Behauptung bewiesen werden. Ein langweiliger und in jeder Hinsicht billiger Film, den man […] schnell vergessen sollte.“

„Der Film ist ein schönes Beispiel für Costards Bestreben, mit ebenso einfachen wie geistreichen Verfremdungen Seh- und Inszenierungsgewohnheiten zu torpedieren, Manipulationen spielerisch zu demaskieren und die Zuschauer auf unterhaltsame Art zu eigenen Schlüssen zu bewegen.“